# تيا موري
تيا موري (بالإنجليزية: Tia Mowry)‏ هي عارضة وممثلة أمريكية، ولدت في 6 يوليو 1978 بغيلنهاوزن في ألمانيا.

## أعمال

### أفلام
- (2002) هوت شيك

## وصلات خارجية
- تيا موري على موقع IMDb (الإنجليزية)
- تيا موري على موقع ألو سيني (الفرنسية)
- تيا موري على موقع أول موفي (الإنجليزية)
- تيا موري على موقع قاعدة بيانات الأفلام السويدية (السويدية)
- تيا موري على موقع إن إن دي بي (الإنجليزية)
- تيا موري على موقع قاعدة بيانات الفيلم (الإنجليزية)
- تيا موري على موقع كينوبويسك (الروسية)